# Enea Vico
Enea Vico est un graveur et numismate italien, né à Parme le 29 janvier 1523 et mort à Ferrare le 17 ou 18 août 1567 .

## Biographie
Orphelin très tôt, Enea Vico est élevé à Parme et à Rome puis part à Florence, où il travaille pour Côme Ier de Médicis, à Venise, et à la cour du duc de Ferrare (1563) auprès de Alphonse II d'Este, où il meurt le 17  ou le 18 août 1567.
On lui doit environ 500 estampes sur des sujets très divers (portraits, batailles, animaux, grotesques...).

## Publications
- Le immagini degli imperatori, (1548) (en collaboration de Antonio Zantani)
- Donne Auguste, (1550 / 1551)
- Immagini delle Donne Auguste, (1557)
- Discorsi di M. Enea Vico Parmigiano sopra le medaglie de gli antichi, (1558)
- Tavola Isiaca, (1559)